# Dercyllidès
Dercyllidès (en grec ancien Δερκυλίδης Derkylídēs, ou Derkyllides) est un philosophe grec antique platonicien qui a vécu au Ier siècle av. J.-C. Aucune de ses œuvres n'est parvenue jusqu'à nous : on n'en connaît que des citations et des paraphrases dans les œuvres d'autres auteurs.
Dercyllidès est connu pour avoir classé les œuvres de Platon en tétralogies, comme l'a fait Thrasylle de Mendès dont le classement est toujours utilisé de nos jours. On ignore qui, de Dercyllidès ou de Thrasylle, a le premier effectué ce type de classement.
Le philosophe Simplicius indique que Porphyre de Tyr cite dans ses œuvres un ouvrage de Dercyllidès intitulé La Philosophie platonicienne qui se serait composé de onze livres. On trouve chez Théon de Smyrne une citation d'un autre livre de Dercyllidès : Sur les fuseaux et les fusaïoles dans la République de Platon.